# Alejandro Severo
Jorge Alejandro Severo Cordero (Artigas, 27 agosto 2005) è un calciatore uruguaiano, attaccante del Racing Montevideo.

## Carriera

### Club
Severo è cresciuto nel settore giovanile del Racing Montevideo, ed ha debuttato in prima squadra il 16 giugno 2024 nell'incontro di Primera División pareggiato 1-1 contro il Peñarol.

### Nazionale
Nel 2025 ha segnato 2 reti in 9 presenze nel campionato sudamericano Under-20.

## Statistiche

### Presenze e reti nei club
Statistiche aggiornate al 5 agosto 2024.
| Stagione        | Squadra           | Campionato      | Campionato | Campionato | Coppe nazionali | Coppe nazionali | Coppe nazionali | Coppe continentali | Coppe continentali | Coppe continentali | Altre coppe | Altre coppe | Altre coppe | Totale | Totale | Totale |
| Stagione        | Squadra           | Comp            | Pres       | Reti       | Comp            | Pres            | Reti            | Comp               | Pres               | Reti               | Comp        | Pres        | Reti        | Pres   | Reti   |        |
| --------------- | ----------------- | --------------- | ---------- | ---------- | --------------- | --------------- | --------------- | ------------------ | ------------------ | ------------------ | ----------- | ----------- | ----------- | ------ | ------ | ------ |
| 2024            | Racing Montevideo | PD              | 4          | 0          | CU              | 0               | 0               |                    | -                  | -                  |             | -           | -           | 4      | 0      |        |
| Totale carriera | Totale carriera   | Totale carriera | 4          | 0          |                 | 0               | 0               |                    | -                  | -                  |             | -           | -           | 4      | 0      |        |